# Beckianum sinistrum
Beckianum sinistrum е вид коремоного от семейство Subulinidae.

## Разпространение
Видът е разпространен в Коста Рика и Никарагуа.